# Woking FC
Woking FC är en engelsk fotbollsklubb i Woking, grundad 1889. Hemmamatcherna spelas på Kingfield Stadium. Smeknamnet är The Cardinals eller The Cards. Klubben spelar sedan säsongen 2019/2020 i National League.

## Historia
Klubben grundades 1889 och gick med i West Surrey League säsongen 1895/96, vilken man vann med en poäng i sista omgången. Omkring 20 år efter grundandet var klubben nära att läggas ned av ekonomiska skäl, men räddades av en framgång i FA-cupen 1907/08, där man gick till första omgången. Även om man åkte ut med 0–5 mot Bolton Wanderers blev klubben nationellt uppmärksammad och Bolton, som imponerats av sina cupmotståndare, kom till Woking för en inkomstbringande vänskapsmatch följande säsong.
1911 gick Woking med i Isthmian League, varefter man spelade i ligans högsta division i 72 säsonger. 1956/57 kom man tvåa efter Wycombe Wanderers, och året efter vann Woking finalen i FA Amateur Cup med 3–0 över Ilford inför 71 000 åskådare.
Woking åkte ur Isthmian League Premier Division 1982/83 och två år senare åkte man ned till Second Division South. Denna division vann klubben säsongen 1986/87 och tre år senare blev man uppflyttade tillbaka till Premier Division.
Woking gick långt i FA-cupen 1990/91. I tredje omgången slog man ut West Bromwich Albion borta med 4–2, och lottades i fjärde omgången att spela hemma mot Everton. Matchen flyttades till Goodison Park där Everton vann knappt med 1–0.
Säsongen 1991/92 gick Woking upp till Football Conference efter serieseger med 18 poäng i Isthmian League Premier Division. Efter en tveksam säsongsinledning nådde klubben en fin åttondeplats under den första säsongen i Football Conference. Under de följande säsongerna nådde Woking sina största framgångar dittills med segrar i FA Trophy säsongerna 1993/94, 1994/95 och 1996/97 samt fem raka topp-fem-placeringar i ligan, däribland två andraplaceringar 1994/95 och 1995/96. Klubben gick även bra i FA-cupen, där man 1996/97 slog ut Millwall och Cambridge United innan man i tredje omgången nådde 1–1 borta mot Premier Leagueklubben Coventry City och 1–2 hemma i omspelet.
Under 2001/02 års säsong befann sig klubben i ekonomisk kris, men räddades av affärsmannen Chris Ingram. Under nästföljande säsong hade man under en period tolv raka matcher med varannan vinst och varannan förlust och sedan nio raka oavgjorda matcher. Tack vare seger i sista omgången och att andra resultat gick klubbens väg klarade Woking sig från nedflyttning.
Inför 2003/04 års säsong blev klubbens spelare heltidsproffs och två år senare gick man till final i FA Trophy, där man dock förlorade med 0–2 mot Grays Athletic. Efter 2008/09 års säsong blev Woking nedflyttade till Conference South efter 17 säsonger i den högsta divisionen under The Football League.
Woking tog sig till playoff-final under den första säsongen i Conference South, men där förlorade man mot Bath City. Följande säsong gick man ned till att ha deltidsproffs och säsongen 2011/12 lyckades man vinna divisionen och gick tillbaka upp till Conference Premier. 2014/15 missade Woking playoff till League Two med bara tre poäng. Inför 2017/18 års säsong meddelade klubben att man successivt skulle övergå till att ha heltidsproffs, men säsongen innebar nedflyttning till National League South, som Conference South bytt namn till.

## Meriter

### Liga
- National League eller motsvarande (nivå 5): Tvåa 1994/95, 1995/96 (bästa ligaplacering)
- National League South eller motsvarande (nivå 6): Mästare 2011/12
- Isthmian League: Mästare 1991/92

### Cup
- FA Trophy: Mästare 1993/94, 1994/95, 1996/97
- FA Amateur Cup: Mästare 1957/58
- Conference League Cup: Mästare 2004/05
- Isthmian League Cup: Mästare 1990/91
- Surrey Senior Cup: Mästare 1912/13, 1926/27, 1955/56, 1956/57, 1971/72, 1990/91, 1993/94, 1995/96, 1999/00, 2003/04, 2011/12, 2013/14, 2016/17

### Webbkällor
- ”Woking History” (på engelska). Woking FC. http://www.wokingfc.co.uk/history. Läst 17 oktober 2017.